# Barbara Spinelli
Barbara Spinelli (Roma, 31 de mayo de 1945) es una periodista, escritora y política italiana.

## Biografía
Nació en Roma en 1946. Es hija de Altiero Spinelli y Ursula Hirschmann, ambos antifascistas (se conocieron en Ventotene durante el confinamiento de Spinelli y Eugenio Colorni, el marido de Ursula). Inicia su carrera escribiendo artículo para “Il Globo”.
Es una de las fundadoras periódico “La Repubblica” tras lo cual pasó, en los años 1984-1985 al “Corriere della sera” y a “La Stampa”, primero como corresponsal en París, donde todavía vive y trabaja, ahora como columnista. En octubre de 2010 se oficializa su retorno a “La Repubblica”. Ha sido compañera del economista Tommaso Padoa-Schioppa, fallecido el 18 de diciembre de 2010.
En marzo de 2013, tras las elecciones generales italianas, junto a otras personalidades, lanza una movilización con el apoyo de la revista MicroMega con el objetivo de no permitir a Silvio Berlusconi entrar el Senado por la cuestión del conflicto de intereses en aplicación de la ley 361 de 1957, recuperando además la iniciativa llevada a cabo en 1994 y 1996 por otro comité de personalidades y concluyó con el juicio desfavorable de la junta electoral de la Cámara de Diputados.

## Parlamento Europeo
El 14 de marzo de 2014 se presenta candidata a las elecciones europeas del 25 de mayo como cabeza de lista de La Otra Europa con Tsipras en tres circunscripciones, tras haber contribuido a la difusión de las listas electorales como miembros del colegio de garantías. Con 36.759 votos resulta elegida en primer puesto en la Circunscripción de Italia Central y con 27.955 en la Circunscripción de Italia Meridional, siendo elegida en ambas circunscripciones.
En el momento de la formalización de las candidaturas declaró que había renunciado asiento, pero el 7 de junio de 2014 anunció que aceptaba su tras varias presiones conflictivas. Opta por la circunscripción de Italia Central, dejando libre el asiento de la circunscripción sud, que fue ocupado por Eleonora Forenza.
Fue nombrada vicepresidenta del Comité de Asuntos Constitucionales del Parlamento Europeo.
El 11 de mayo de 2015 abandonó la lista La Otra Europa con Tsipras, declarándola “proyecto fallido” y permaneciendo como independiente dentro del grupo GUE/NGL.
En 2016, se une a DiEM25, el Movimiento Democracia en Europa.

## Premios y honores
Por su lucha en la defensa de los derechos civiles, el 8 de marzo de 2005 recibe el premio “È giornalismo” como ganadora del año 2004.
En junio de 2005 es nominada como Gran Oficial por Carlo Azeglio Ciampi en honor de la Fiesta de la República.
Ganó el Premio Ischia a la periodista del año 2006 por información escrita.
En 2007 recibió es galardonada con el Premio Internacional Ignazio Silone al ensayo.
El 21 de octubre de 2008, recibió la Licenciatura Magistral Honoris Causa en "Estudios Europeos" de la Facultad de Ciencias Políticas de la Universidad del Piamonte Oriental.